# NPK
NPK je kratica za N - dušik, P - fosfor in K - kalij, ki označuje umetno gnojilo v kmetijstvu.
Sestavo oziroma razmerje osnovnih treh surovin opisujemo v odstotkih, npr. gnojilo NPK 15-5-10.
Vsebuje navedene elemente, ki pozitivno vplivajo na rast rastlin. Kalij in fosfor predstavljata minerale, ki jih rastlina potrebuje, medtem ko dušik pospešuje rast.